# 孙玉
孙玉（1936年4月14日—），黑龙江肇东人，通信技术专家，中国工程院院士。
1995年，获选中国工程院信息与电子工程学部院士。